# Lamèque
Lamèque är en ort i Kanada.   Den ligger i provinsen New Brunswick, i den östra delen av landet, 900 km öster om huvudstaden Ottawa. Lamèque ligger 5 meter över havet och antalet invånare är 1 432.
Terrängen runt Lamèque är mycket platt. Havet är nära Lamèque åt sydväst. Trakten är glest befolkad. Lamèque är det största samhället i trakten.